# Кидання м'яких іграшок

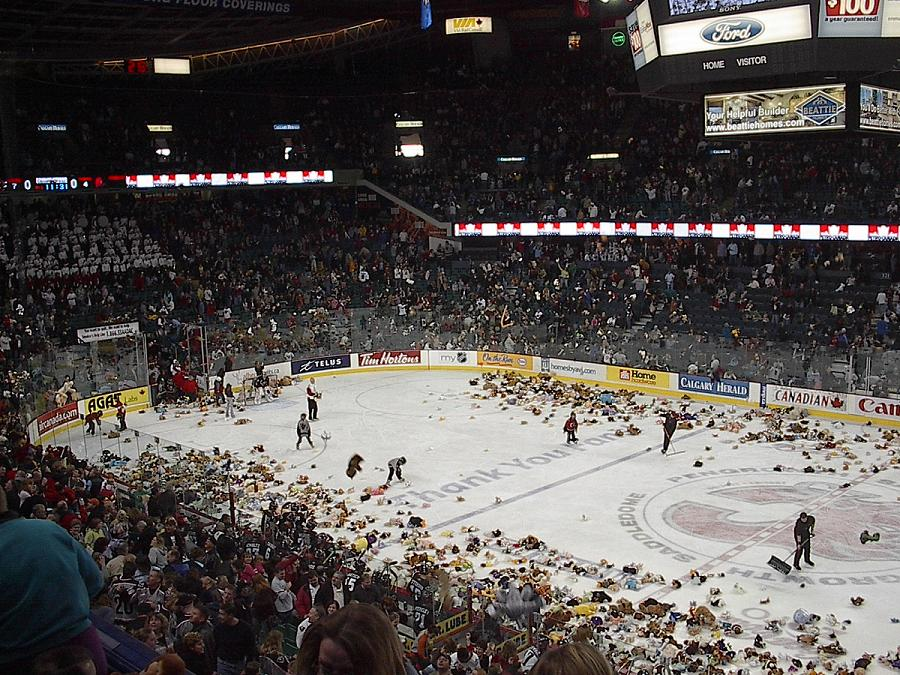
На матчі в Калґарі (Канада)

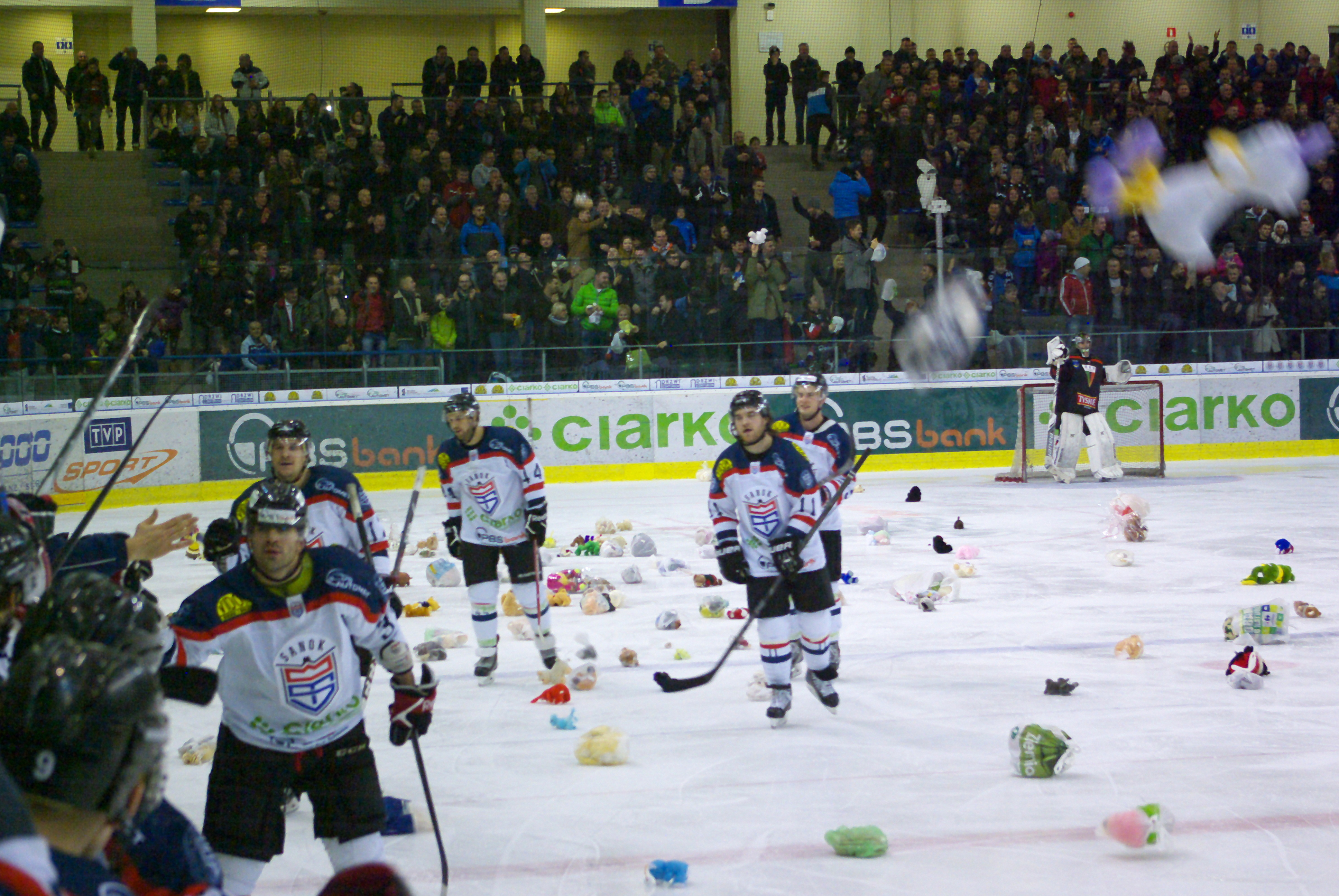
На матчі в Сяноку (Польща)

Кидання м'яких іграшок (англ. Teddy bear toss — «кидання плюшевого ведмедика») — доброчинна різдвяна акція під час хокейних матчів. Полягає в тому, що після першої закинутої шайби за домашню команду вболівальники кидають на лід м'які іграшки. Іграшки збирають і передають благодійним організаціям і лікарням. Традицію започатковано в канадському місті Камлупс 1993 року (на домашній грі «Камлупс Блейзерс») і підтримують у Канадській хокейній лізі та інших багатьох лігах. Національна хокейна ліга не проводить подібних акцій, бо не схвалює кидання сторонніх предметів на лід.
Акція поширилась також на Європу та Австралію.

## Рекорди
6 грудня 2015 року команда «Calgary Hitmen» установила світовий рекорд, коли 28 815 іграшок потрапило на лід після шайби в другому періоді матчу проти «Swift Current Broncos».
3 грудня 2018 року в матчі «Герші Беарс» — «Бінґемтон Девілс» Американської хокейної ліги в місті Герші (Пенсильванія) одразу на кілька тисяч іграшок побито світовий рекорд — 34 798 іграшок після шайби американця Райлі Барбера (належить «Вашингтон Кепіталс», чиїм фарм-клубом є «Беарс»). Плюшевих ведмедиків і інші іграшки передадуть у 30 різних організацій, серед яких: школи, продовольчі банки, церкви, «клуби левів», «Дитяче диво» (мережа допомоги дитячим лікарням) і Американське онкологічне товариство.